# Rácz Gergő
Rácz Gergő (Budapest, 1976. március 4. –) Fonogram-díjas magyar zeneszerző, énekes, producer.

## Gyermekkora
11 évesen kezdett el gitározni a 18. kerületi Dohnányi Ernő Zeneiskolában. Első komoly zenei megmérettetése 15 éves korában az Országos Zeneiskolai Gitárverseny volt, ahol muzikalitásának és precíz technikájának köszönhetően első helyezést ért el. 1995-ben felvételt nyert a Liszt Ferenc Zeneművészeti Főiskola klasszikus gitár szakára.

## Karrierje

### Együttesei

#### Park
Tagok: Rácz Gergő, Fenyő Dávid, Pálmai Viktor, Révi Sándor
A Park együttes zenei producere Fenyő Miklós volt. Ekkor rögzítették először saját szerzeményét lemezre.

#### V.I.P.
Tagok: Rácz Gergő, Rakonczai Viktor, Rakonczai Imre, Józsa Alex
1997 elején megalakult a V.I.P. A csapat rögtön pályafutásának legelején benevezett az Eurovíziós Dalfesztivál magyarországi válogatójába, amit meg is nyertek, így 1997. május 3-án ők képviselték hazánkat a dublini döntőn. A versenyen 39 ponttal a 12. helyet érték el a Miért kell, hogy elmenj? című dalukkal. Szintén 1997-ben jelent meg első albumuk V.I.P címmel. Négy nagylemez után 2001 márciusában jelentették be, hogy feloszlanak és kiadták válogatás lemezüket Best of címmel. 2001. április 13-án nagykoncerttel búcsúztak rajongóiktól.

#### Fool Moon
Tagok: Rácz Gergő, Wodala Barnabás, Molnár Gábor, Mészáros Tamás, Németh Miklós
Gergő 2004-ben csatlakozott a Fool Moon acapella együtteshez, és egy éven belül nemzetközi acappella versenyt nyertek, így elindult a csapat külföldi pályafutása. A fiúk azóta több ázsiai és európai koncertturnén vannak túl. Magyarországon áttörő sikert az It can’t be over című dalukkal arattak a Dal 2014 című műsorban. Gergő a dalnak társszerzője és hangszerelője, valamint a produkció művészeti vezetője volt. Ekkor láthattunk hazánkban először olyan műsorszámot, amiben ennyire hangsúlyos a testdobolás.

### Szólókarrier
Gergő 2006-ban szólóalbummal jelentkezett, amelynek címe Bennünk a világ volt. A korong címadó dala hamar sláger lett, és azóta is gyakran hallható a rádiókban. A szerzemény, megjelenésének évében, a legnagyobb kereskedelmi rádió által legtöbbet játszott magyar dal volt, ezen kívül Comet és Bravo Ottó jelölést is kapott. A dalnak mindemellett szakmailag is nagyon pozitív fogadtatása volt. Ezt követően Gergő újabb szólódalait monumentális, magasztos, már-már klasszikus zenére hajazó dallamvezetések jellemezték. Mindehhez a legújabb technikákkal létrehozható videóklipeket is készített. Ilyen volt például a Másképp, mint más, vagy a Harc és vágy című dala. 2013-ban aztán ismét visszatért a mainstream popzene világába, és elkészítette következő rádiós dalát Csak állj mellém! címmel, amivel a Dal című műsor döntőjébe jutott. A rádiók azóta is előszeretettel játsszák ezt a slágerét is. 2014-ben Gergő egy újdonsággal rukkolt elő: kiválasztott néhányat a legsikeresebb szerzeményei közül, és elkészítette Magyarország első egyszemélyes acappella videóját. A produkció rendkívüli sikert aratott mind a szakma, mind a zenehallgatók körében.

### Zeneszerzői karrier
Gergő szólókarrierje és zeneszerzői karrierje sokszor egybefonódik, hiszen dalait az esetek többségében magának írja. Az énekes már egészen fiatal korában elkezdett komponálni, ezek közül a szerzemények közül kerültek ki a Park és a V.I.P. együttes ismert slágerei. A V.I.P. felbomlása után szóló nagylemezt készített, amelynek címe a fentebb már említett „Bennünk a világ” volt. A slágereket azóta is ontja magából, saját magának és másoknak egyaránt ír dalokat. 2010-ben Rakonczai Viktorral közös zeneszerzői munkába kezdtek, és azóta rengeteg slágert írtak a legnépszerűbb hazai előadóknak, mint például: Wolf Kati Szerelem miért múlsz? című nagysikerű dala, amellyel 2011-ben a dortmundi Eurovíziós Dalfesztiválon képviselte hazánkat. A közös munka gyümölcse még például Kocsis Tibor Lásd a csodát!, Vastag testvérek “Őrizd az álmod!”, és Tabáni István “Gyönyörű szép” című száma. Az utóbbi kettővel Fonogram-díjat is nyert a szerzőpáros. Gergő az utóbbi években Molnár Gáborral és Burai Krisztiánnal is együtt dolgozott, akikkel olyan dalokat írtak, mint a Shotgun, vagy Venczli Alex Hit Rewind című dala.

### A Dal 2020
A Dal tehetségkutató műsor győztese Orsovai Renivel a Mostantól című dallal. A duó 75 millió forintos összértékű nyeremény mellett a 2020-as Petőfi Zenei Díj Az év dala kategória nyertese is lett.

## Diszkográfia

### Park
- 1991 Minek nőjek fel?

### VIP
- 1997 – V.I.P (BMG)
- 1998 – Keresem a lányt (BMG)
- 1999 – Szükségem van rád (BMG)
- 2000 – Csak Neked (BMG)
- 2001 – Best of (BMG)

### Szóló
- 2006 – Bennünk a világ (Warner-Magneoton)

### Fool Moon
- [2004] – Merry Christmas
- [2008] – Acappelland
- [2008] – Arany-óra
- [2011] – GeorgeMichaelJackson5
- [2012] – Music & Soul
- [2014] – Kettesben jó

## Díjak, elismerések
- Országos Klasszikus Gitárverseny 1. hely (1991)
- Ward Swingle Award 1. hely – Fool Moonnal (2005)
- Taiwan Acappella Competition 1. hely – Fool Moonnal (2006)
- Fonogram – Magyar Zenei Díj (2011, 2012, 2020)
- Petőfi Zenei Díj – Az év dala  Orsovai Renivel (2020)